# هيلاري فار
هيلاري فار (بالإنجليزية: Hilary Labow)‏ هي مصممة ديكور ‏ ومقدمة تلفزيونية وممثلة كندية وأمريكية، ولدت في 31 أغسطس 1952 في تورونتو في كندا.

## وصلات خارجية
- الموقع الرسمي
- هيلاري فار على موقع IMDb (الإنجليزية)
- هيلاري فار على موقع ألو سيني (الفرنسية)
- هيلاري فار على موقع أول موفي (الإنجليزية)
- هيلاري فار على موقع قاعدة بيانات الأفلام السويدية (السويدية)
- هيلاري فار على موقع قاعدة بيانات الفيلم (الإنجليزية)
- هيلاري فار على موقع كينوبويسك (الروسية)